# Luis Herrera Tejedor
Luis Herrera Tejedor (Madrid, 1960) és un consultor de recursos humans i el primer director de recursos humans del Vaticà des del 5 de setembre del 2022.
Advocat i llicenciat en Geografia i Història, va fer un màster en Direcció de Recursos Humans a l'Instituto de Empresa. El 2021 era professor de diverses universitats. Va ser adjunt al director de recursos humans a la cadena Cope del 1987 al 1990, i després va liderar el departament de recursos humans a Espanya d'Yves Saint Laurent fins al 1991, un any que va estar a Onda Cero. El 2001 va entrar al grup Prisa, i entre el 2004 i el 2007 va treballar a Logista. També ha estat vinculat a entitats del tercer sector com Save the Children. Del 2017 al 2021 va ser director del personal del banc Inversis.
El 5 de setembre del 2022 va ser nomenat pel papa Francesc director de recursos humans del Vaticà, un càrrec creat per la constitució apostòlica Praedicate evangelium. Sota la seva responsabilitat hi ha els més de 3.000 treballadors del Vaticà que cobren entre 1.200 i 3.500 euros. Aquesta direcció forma part de la Secretaria d'Economia del Vaticà, amb qui treballa al costat de Juan Antonio Guerrero i l'economista Maximino Caballero.